# Liojoppa lucida
Liojoppa lucida là một loài tò vò trong họ Ichneumonidae.